# بورخان بودای
بورخان بودای (به لاتین: Burkhan Buudai) یک کوه در مغولستان است. بورخان بودای ۳٬۷۶۵ متر بالاتر از سطح دریا واقع شده‌است.